# Tija (kraljica)
Tija, tudi Tije, Taja, Tij in Tiji, je bila hčerka Juje in Tuje, * okoli 1398 pr. n. št., Ahmim, Gornji Egipt, † 1338 pr. n. št., Tebe
Bila je velika kraljeva žena faraona Amenhotepa III., mati faraona Ehnatona in stara mati faraona Tutankamona. Leta 2010 je analiza DNK potrdila, da je mumija "Starejše gospe", najdena v grobnici Amenhotepa II. (KV35) leta 1898 prav njena.

## Družina in zgodnje življenje
Tijin oče Juja je bil premožen zemljiški posestnik iz Ahmina v  Gornjem Egiptu, kjer je bil tudi svečenik in nadzornik volov, se pravi poveljnik enote bojnih voz. Tijina mati Tuja je bila vključena v več verskih kultov, kar dokazujejo njeni naslovi Hatorina pevka, predstojnica častilcev Amona, predstojnica častilcev Mina  in drugi. Naslovi kažejo, da je bila iz kraljeve družine.
Egiptologi so po videzu Jujeve  mumije in različnih zapisov njegovega neegipčanskega imena sklepali, da je bil tujec.  Nekateri poznavalci menijo, da kraljičini močni politični in nekonvencionalni verski pogledi morda niso bili posledica močnega značaja, temveč tudi tujega porekla.
Tija je imela brata Anena, ki je bil drugi Amonov prerok. Tijin brat naj bi bil tudi Tutankamonov naslednik Aj, čeprav ni nobenega jasnega datuma ali spomenika, ki bi potrjeval povezavo med njima.
Tija se je z Amenhotepom III. poročila v drugem letu njegovega vladanja. Amenhotep je bil sin manj pomembne faraonove žene, zato je potreboval močnejše vezi s kraljevo družino. Poroko sta proslavila z izdajo spominskih skarabejev, na katerih sta bili imeni njenih staršev in objava, da je Tija postala velika kraljeva žena. Zdi se, da je bila kronana, ko je bila še otrok, stara morda šest do dvanajst let. V zakonu je rodila najmanj sedem otrok.

### Otroci
- Sitamon, najstarejša hči, ki je bila okoli tridesetega leta vladanja njenega očeta povišana na položaj velike kraljeve žene[8]
- Izida, tudi ona je bila povišana na položaj velike kraljeve žene[8]
- Henuttaneb, za katero ni znano, da bi bila povišana na položaj velike kraljeve žene, čeprav je njeno ime vsaj enkrat zapisano v kartuši
- Nebetah, za katero se domneva, da se je med Ehnatonovim vladanjem preimenovala v Beketaton
- Tutmoz, kronski princ in veliki Ptahov svečenik, očetov izbranec za prestolonaslednika
- Amenhotep IV./Ehnaton, očetov naslednik, mož kraljice Nefretete in oče Tutankamonove žene Anhesenamon
- Smenhkare, ki se običajno šteje za enega od neposrednih Tutankamonovih naslednikov; nekaj egiptologov[9] trdi,  da je bil neposredni predhodnik Neferneferuatona; slednji se včasih prepoznava v mumiji iz grobnice KV55 in zato kot Tutankamonov oče
- Mlajša gospa iz KV35 je bila Tutankamonova mati in sestra/žena pokolnika iz grobnice KV55
- Beketaton, za katero se včasih trdi, da je bila Tijina hči; trditev temelji na reliefih, na katerih Beketaton na kosilu z Ehnatonom in Nefretete sedi ob Tiji[1]

## Spomeniki
Amenhotep III. je svoji ženi Tiji posvetil več svetišč in ji v Sedeingi v Nubiji zgradil tempelj, v katerem so jo častili kot boginjo Hator-Tefnut. V dvanajstem letu vladanja ji je zgradil umetno jezero. Na kolosalnem kipu, ki je zdaj v Egipčanskem muzeju v Kairu, je enako velika kot njen mož, kar kaže na njen visok položaj.

## Vpliv na dvoru
Tija je imela veliko moč v času vladavine svojega moža in sina. Amenhotep III. je bil odličen športnik, ljubitelj življenja na prostem in velik državnik. Tuji kralji so ga pogosto prosili za zlato in hčerke. Med najbolj znanimi kralji sta bila Tušratta iz Mitanija in Kadašman-Enlil I. iz Babilona. Nosilci kraljevega rodu v Egiptu so bile ženske in poroka z eno od njih bi lahko pomenila pot do prestola za njihove potomce. 
Tija je postala moževa zaupnica in svetovalka. Ker je bila modra, inteligentna, močna in včasih nasilna, je pridobila spoštovanje tujih dostojanstvenikov. Tuji voditelji so bili pripravljeni neposredno poslovati z njo. Igrala je aktivno vlogo v zunanji  politiki in bila prva egipčanska kraljica, ki je imela svoje ime zapisano v uradnih aktih.
Tija je bila morda tudi svetovalka svojega sina Ehenatona, ko je nasledil svojega očeta. Sinova korespondeca z mitanskim kraljem Tušratto veliko govori o političnem vplivu, ki ga je imela na dvoru. Amarnsko pismo EA 26 je Tušratta naslovil neposredno na Tijo, omenil dobre odnose, ki jih je imel z njenim pokojnim možem, in izrazil željo, da bi bil v prijateljskih odnosih tudi z njenim sinom Ehnatonom.
Amenhotep III. je umrl v 38. ali 39. letu svojega vladaja (1353/1350 pr. n. št.) in bil pokopan v grobnici KV22 v Dolini kraljev. Tija ga je preživela za celih dvanajst let in bila še naprej omenjana v Amarnskih pismih in napisih kot kraljica in kraljeva ljubljenka. Amarnsko pismo EA 26 je bilo naslovljeno neposredno na Tijo v času Ehnatonovega vladanja. Živela je v svoji hiši v  Ehnatonovi novi prestolnici Ahetaton (Amarna). V grobnici Huja, "oskrbnika v hiši kraljeve matere, velike kraljeve žene Tije", je upodobljena na večerji z Ehnatonom, Nefretete in njuno družino, nato pa jo kralj spremi do njene senčnice.
Ona in njena vnukinja Meketaton sta zadnjič omenjeni v napisu, datiranem približno na 21. november 12. leta Ehnatonovega vladanja (1338 pr. n. št.). Zdi se, da sta kmalu zatem umrli. Domnevo potrjuje dejstvo, da je imelo svetišče, ki ga je zanjo zgradil  Ehnaton, kasnejšo obliko Ehnatonovega imena, ki ga je uporabljal po devetem letu svojega vladanja.
Tija je umrla kmalu po letu 1338 pr. n. št., kar bi pomenilo, da je bila rojena okoli 1398 pr. n. št.  Z Amenhotepom III. se je poročila stara enajst ali dvanajst let in ovdovela stara 48 ali 49 let. Amenhotep IV. (Ehnaton) naj bi bil dvanajst let očetov sovladar. Večina egiptologov meni, da ni sovladal več kot eno leto, če sploh je.

## Pokop in mumija
Za Tijo velja, da je bila prvotno pokopana v kraljevi grobnici v Amarni skupaj s svojim sinom Ehnatonom in vnukinjo Meketaton. Dokazi kažejo, da sta bila odstranjena dva severna stebra še ne dokončane stebriščne dvorane, da bi se tja namestil podstavek njenega sarkofaga. Kosi sarkofaga so bili najdeni v pogrebni sobi in okoli nje. Trditev, da je bila pokopana prav tam, potrjuje analiza močno poškodovanega okrasja na levi steni za podstavkom sarkofaga. Na upodobitvi, ki zelo spominja na žalovanje Meketaton v komori y, stoji ženska v kraljevskem krilu, ki ne more biti Nefretete, ker je slednja  prikazana med žalujočimi. Tijin sarkofag je bil verjetno tudi v več vgnezdenih svetiščih, na primer v svetišču njenega vnuka Tutankamona. Napis v grobnici KV55 priča, da je tudi Ehnaton gradil svetišča za svojo mater.
Po preselitvi prestolnice nazaj v Tebe so Tijo skupaj z drugimi, pokopanimi v kraljevi grobnici, premestili v Dolino kraljev. Kosi enega od njenih pozlačenih pogrebnih svetišč v KV55 kažejo, da je bila nekaj časa verjetno pokopana v njej. Med vladavino njenega moža Amenhotepa III. je bila za njen pokop predvidena moževa grobnica WV22, v kateri so bile najdeni njeni ušabtiji.
Leta 1898 je Victor Loret v stranski komori grobnice Amenhotepa II.  KV35 našel tri sklope mumificiranih ostankov. Prvi je pripadal starejši ženski, drugi dečku, umrlemu pri približno desetih letih, ki je bil domnevno Vebensenu ali princ Tutmoz, in tretji neznani mlajši ženski. Vse tri mumije so bile gole in so  ležale druga ob drugi. Mumijo starejše gospe so kasneje prepoznali kot Tijino, mumijo mlajše ženske pa so poimenovali Mlajša gospa. Več raziskovalcev je dvomilo v pravilnost prepoznavanja.
V grobnici njenega vnuka Tutankamona so našli gnezdo štirih miniaturnih krst z napisom z njenim imenom in pramenom las, ki so bili morda spomin njegove ljubljene stare matere. Leta 1976 je analiza vzorcev las Starejše gospe in ključavnice popisane krste ugotovila, da se skoraj popolnoma ujemata, s čimer je bila Starejša gospa prepoznana kot Tija.
Leta 2010 je analiza DNK uradno potrdila, da je Starejša gospa kraljica Tija. Ko je umrla, je bila stara 40-50 let in visoka 145 cm.
Tijina mumija (CG 61070) je bila aprila 2021 preseljena iz Muzeja egipčanskih starin v Narodni muzej egipčanske civilizacije. Istočasno so bile tja preseljene mumije še treh kraljic in osemnajstih kraljev. Dogodek so poimenovali Zlata parada faraonov.